# Sad Wings of Destiny
Sad Wings of Destiny er det andet album fra det britiske heavy metal-band Judas Priest som blev udgivet i 1976.
Sad Wings of Destiny indeholdt meget af bandets tidligere materiale, som var blevet afvist af deres tidligere producer Rodger Bain til indspilningerne af debutalbummet Rocka Rolla. Et eksempel på dette kunne være sangen "Victim of Changes," som var dateret helt tilbage til 1972, hvor den havde fået navnet "Whiskey Woman." Der var en klar fremadskridende musikstil i forhold til deres debutalbum Rocka Rolla. Denne musikalskestil var og et skridt fremad mod den tidlige stil af britisk heavy metal, især med spor som "The Ripper", "Tyrant" og "Genocide".
Albumsomslaget var tegnet af designeren Patrick Woodroffe. Omslaget var meget inspireret af John Miltons episke digt Paradise Lost, der omhandler engle der falder ned i helvedet. 
Sad Wings of Destiny var det eneste Judas Priest album uden et titelspor, (hvor "Sinner" tæller som titelsporet for albummet Sin After Sin), indtil British Steel i 1980. Da vokalisten Rob Halford i 1999 dannede sit eget band Halford, indeholdt deres debutalbum Resurrection en sang ved navn "Sad Wings" som et bonusspor. Gennem omkvædet sang Halford "Sad Wings of Destiny." Alligevel ser det ud til at være usandsynligt, at sangen på nogen måde er relateret til Judas Priest, da den blev skrevet af guitaristerne Patrick Lachman og Mike Chlasciak, frem for nogen af Judas Priests medlemmer.  

## Spor

### Original lp sporliste

#### Side A
1. "Prelude" (Glenn Tipton) – 2:02
2. "Tyrant" (Rob Halford, Tipton) – 4:28
3. "Genocide" (Halford, K.K. Downing, Tipton) – 5:51
4. "Epitaph" (Tipton) – 3:08
5. "Island of Domination" (Halford, Downing, Tipton) – 4:32

#### Side B
1. "Victim of Changes" (Al Atkins, Halford, Downing, Tipton) – 7:47
2. "The Ripper" (Tipton) – 2:50
3. "Dreamer Deceiver" (Atkins, Halford, Downing, Tipton) – 5:51
4. "Deceiver" (Halford, Downing, Tipton) – 2:40

### Cd sporliste
1. "Victim of Changes" (Atkins, Halford, Downing, Tipton) – 7:47
2. "The Ripper" (Tipton) – 2:50
3. "Dreamer Deceiver" (Atkins, Halford, Downing, Tipton) – 5:51
4. "Deceiver" (Halford, Downing, Tipton) – 2:40
5. "Prelude" (Tipton) – 2:02
6. "Tyrant" (Halford, Tipton) – 4:28
7. "Genocide" (Halford, Downing, Tipton) – 5:51
8. "Epitaph" (Tipton) – 3:08
9. "Island of Domination" (Halford, Downing, Tipton) – 4:32

På cd-genudgivelsen fra Repertoire Records havde spor nummer 3 navnet "Dream Deceiver" frem for det originale navn "Dreamer Deceiver," dette blev senere ændret til det originale navn igen ved genudgivelsen i 1998 gennem Snapper Music. Alle de genudgivet albums indeholder en A og B side med sporlisten fra den originale Gull Records version. Judas Priest har dog ikke godkendt nogen af de genudgivet versioner af Sad Wings of Destiny.

## Musikere
- Rob Halford – Vokal
- K.K. Downing – Guitar
- Glenn Tipton – Guitar, klaver
- Ian Hill – Bas
- Alan Moore – Trommer

## Fodnoter
1. ↑  JudasPriest.com :: Discography